# Playground Games
Playground Games — британская компания-разработчик видеоигр, основанная в 2010 году. Является разработчиком гоночной серии игр Forza Horizon исключительно для консолей Xbox 360, Xbox One и для операционной системы Windows. В 2018-м году была приобретена Microsoft и стала частью Microsoft Studios (сейчас известна как Xbox Game Studios).

## Игры студии
| Год  | Игра            | Платформа                                         | Жанр          | Примечание                         |
| ---- | --------------- | ------------------------------------------------- | ------------- | ---------------------------------- |
| 2012 | Forza Horizon   | Xbox 360                                          | гоночная игра | в сотрудничестве с Turn 10 Studios |
| 2014 | Forza Horizon 2 | Xbox One, Xbox 360                                | гоночная игра | в сотрудничестве с Turn 10 Studios |
| 2016 | Forza Horizon 3 | Windows, Xbox One                                 | гоночная игра | в сотрудничестве с Turn 10 Studios |
| 2018 | Forza Horizon 4 | Windows, Xbox One, Xbox Series X/S                | гоночная игра | в сотрудничестве с Turn 10 Studios |
| 2021 | Forza Horizon 5 | Windows, PlayStation 5, Xbox One, Xbox Series X/S | гоночная игра | в сотрудничестве с Sumo Digital    |
| 2026 | Fable           | Windows, Xbox Series X/S                          | action/RPG    |                                    |